# Минимална работна заплата в Германия
Минималната работна заплата в Германия е въведена на 1 януари 2015 г. от третото правителство на Ангела Меркел при коалиция между SPD и CDU. Въвеждането на минимална заплата е основно искане на социалдемократите по време на преговорите на коалицията и като нейно изборно обещание по време на кампанията за федералните избори през 2013 г. Преди това Германия има минимални заплати само в определени сектори, договорени от профсъюзите.
Германската комисия за минималната заплата (на немски: Mindestlohnkommission) редовно предлага корекции на нивото на минималната заплата. Последно е увеличено заплащането до 10,45 евро на час преди облагане с данъци (от 1 юли 2022 г.).
На 3 юни 2022 г. Бундестагът гласува с 400 срещу 41 и 200 въздържали се, за да одобри повишаването на минималната заплата в Германия до 12 евро на час, считано от 1 октомври 2022 г.
Законодателството обаче има изключения за работници като част от стаж, служители по време на тяхното професионално обучение, доброволци, младежи и дългосрочно безработни.

## Комисия за минималната заплата
За да коригира размера на минималната заплата, германското правителство създава постоянна комисия с деветима членове: президент, трима представители на работниците, трима представители на работодателите и двама икономисти, които нямат право на глас в комисията. Тя оценява цялостното икономическо представяне на Германия, за да намери подходящо ниво на минималната заплата. Първата корекция на минималната заплата е направена през юни 2016 г. и е последвана две години по-късно от друга корекция през юни 2018 г., която повишава минималната заплата до 9,19 евро.

## Размер
| Дата            | Минимално заплащане на час (в евро) | Повишение  |
| --------------- | ----------------------------------- | ---------- |
| 1 октомври 2022 | 12,00 €                             | 14,8%      |
| 1 юли 2022      | 10,45 €                             | 6,4%       |
| 1 януари 2022   | 9,82 €                              | 2,3%       |
| 1 юли 2021      | 9,60 €                              | 1,1%       |
| 1 януари 2021   | 9,50 €                              | 1,6%       |
| 1 януари 2020   | 9,35 €                              | 1,7%       |
| 1 януари 2019   | 9,19 €                              | 3,9%       |
| 1 януари 2018   | 8,84 €                              | -          |
| 1 януари 2017   | 8,84 €                              | 4,0%       |
| 1 януари 2016   | 8,50 €                              | -          |
| 1 януари 2015   | 8,50 €                              | (въведена) |